# Paolo Della Stella
Paolo della Stella (Melano, 1500 – Praga, 1552) è stato uno scultore e architetto italiano.

## Biografia
Originario del Ticino, si sa poco della sua vita; probabilmente si formò lavorando nelle chiese di Lugano o di Como. La sua presenza è documentata a Padova nel 1529 e a Genova nel periodo 1531-1537; chiamato presso la corte reale di Praga da Ferdinando I d'Asburgo, ha qui lavorato dal 1538, allargando gradualmente il suo ambito di attività dalla decorazione scultorea alla direzione dei lavori dell'intero complesso, del quale gli è in genere attribuita la paternità.

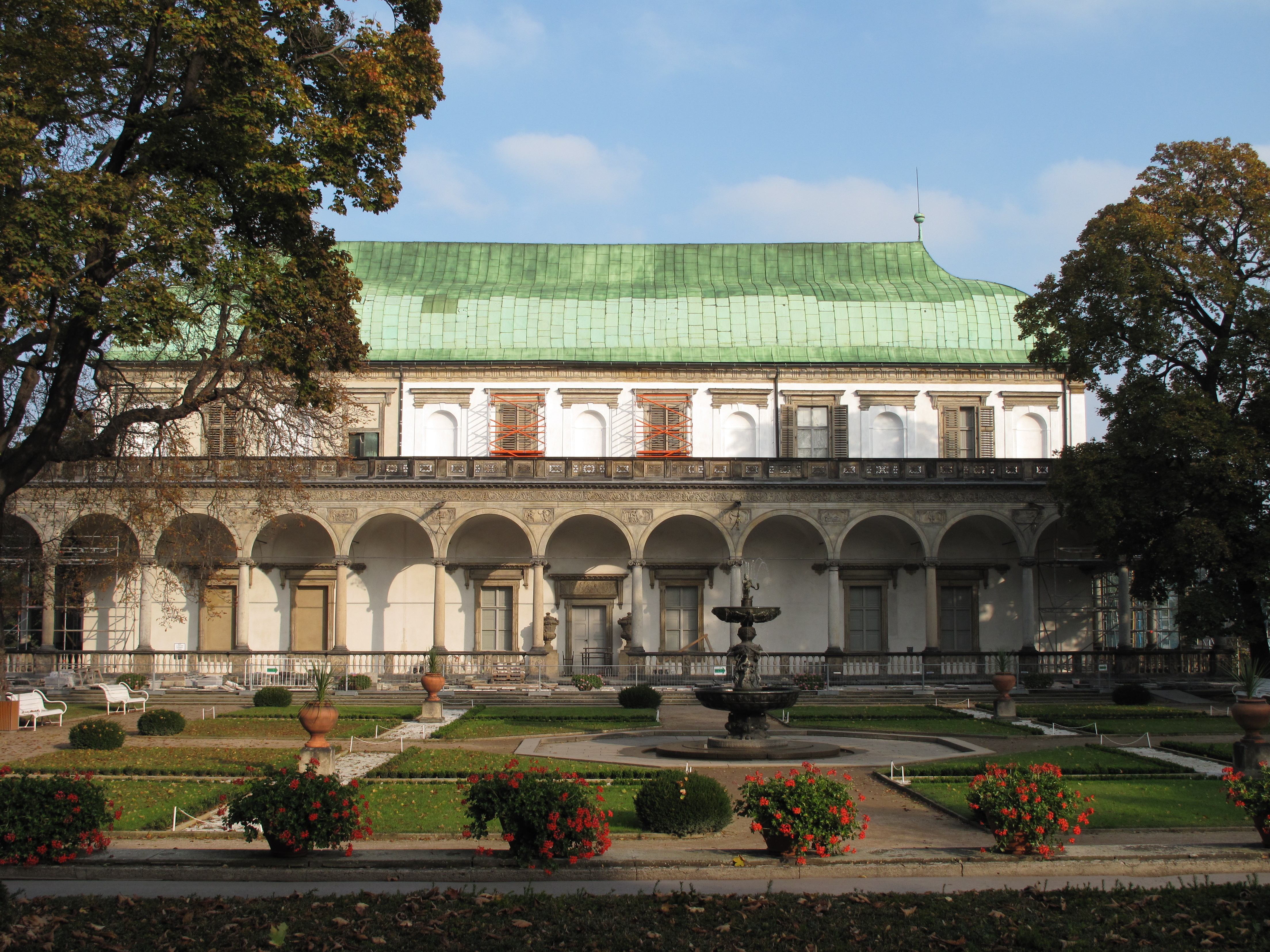
Il Palazzo del Belvedere di Praga.

La sua opera principale è il progetto e parte della costruzione del Palazzo Estivo del Castello di Praga, noto anche come il Belvedere della Regina Anna (Belvedér Královny Anny), definito «il più bel palazzo rinascimentale fuori dell’Italia», e anche «la più pura architettura rinascimentale al di fuori del territorio italiano».
Si tratta di una «bellissima residenza estiva che Ferdinando fece costruire al Castello, negli anni 1540-1550, dall’architetto Paolo Della Stella, per sua moglie, Anna Jagellone. Per concepire questo edificio nello stile delle antiche ville romane, Della Stella si servì di un modello, portato direttamente dall’Italia, di qualche grande architetto tutt’oggi non identificato». È anche autore delle sculture e bassorilievi alle basi delle colonne della facciata, completata nel 1552. Ha lavorato anche nei castelli reali in Boemia.
Una scultura di Paolo della Stella di Mořic Cernil (1859-1933) si trova di fronte alla scuola di scultura a Hořice.

## Opere
- Sistemazione dei giardini reali del Castello di Praga, insieme a Bonifaz Wohlmut
- Belvedere della Regina Anna a Praga nei giardini reali
- Riparazioni alla Cattedrale di San Vito e ad altri edifici del Castello di Praga, dopo il grande incendio del 1541
- Modifiche al progetto e direzione dei lavori al castello di Brandýs nad Labem
- Direzione lavori al castello di Kostelec nad Černými lesy (Schwarzkosteletz), costruito secondo il progetto dei costruttori Hans Tirol e Ulrico Aostalli